# Фрідріх Бонте
Фрідріх Бонте (нім. Friedrich Bonte; 19 жовтня 1896, Потсдам — 10 квітня 1940, Нарвік) — німецький військово-морський діяч, командор крігсмаріне. Кавалер Лицарського хреста Залізного хреста.

## Біографія
1 квітня 1914 року вступив у ВМФ, пройшов підготовку на борту важкого крейсера «Вінета». Учасник Першої світової війни. Служив на важких крейсерах «Дерффінгер» (з 1 вересня 1914), «Лютцов» (з 8 серпня 1915), «Зейдліц» (червень 1916 — червень 1918, вересень — листопад 1918). Закінчив навігаційні курси в Мюрвіку (1918).
19 листопада 1918 року переведений на лінійний корабель «Маркграф». Разом з екіпажами кораблів, які здалися за умовами капітуляції британській владі, 22 червня 1919 року інтернований. 31 січня 1920 року звільнений. З березня 1920 року служив у 2-й морській бригаді, 1-й флотилії. З 1 квітня 1923 року — груповий офіцер військово-морського училища в Мюрвіку. З 26 вересня 1924 року — командир міноносця. 30 вересня 1927 року призначений на навчальний корабель «Берлін», а 28 березня 1929 року переведений на військово-морську станцію «Остзеє», а в квітні 1931 року — в командування розвідувальними силами. З 1 жовтня 1931 року — адмірал-штаб-офіцер у штабі командувача розвідувальними силами. З 16 березня 1933 року — 1-й ад'ютант начальника військово-морської станції «Остзеє». З 4 жовтня 1938 року — командир міноносця, з 29 червня 1937 року — 2-ї дивізії есмінців.
1 листопада 1938 року очолив 2-гу флотилію есмінців. 26 жовтня 1939 року призначений командувачем ескадреними міноносцями, одночасно з 26 жовтня по 29 листопада 1939 року був командувачем міноносцями. Під час операції «Везерюбунг» проти Норвегії, не залишаючи поста командувача есмінцями, був поставлений на чолі 1-ї бойової групи ВМФ (10 міноносців, флагман — ескадрений міноносець «Вільгельм Гайдкамп»), що здійснювала операції в районі Нарвіка. Вступивши в бій з норвезькими та британськими ВМС, бойова група Бонте потопила норвезькі панцерники берегової оборони «Ейдсвольд» і «Норге», есмінці «Егір» і «Тор», підводний човен A-2, а також британський флагманський есмінець «Хантер». Загинув у бою разом з флагманом. Крім того, загинув міноносець «Антон Шмітт», а ще один міноносець отримав настільки важкі ушкодження, що згодом міг бути використаний лише в якості берегової батареї. До 10 квітня з 10 міноносців лише 2 зберегли повну боєздатність.

## Звання
- Морський кадет (1 квітня 1914)
- Фенріх-цур-зее (23 грудня 1914)
- Лейтенант-цур-зее (13 липня 1916)
- Обер-лейтенант-цур-зее (28 вересня 1920)
- Капітан-лейтенант (1 квітня 1926)
- Корветтен-капітан (1 вересня 1933)
- Фрегаттен-капітан (1 квітня 1937)
- Капітан-цур-зее (1 квітня 1939)
- Командор (1 листопада 1939)

## Нагороди
- Залізний хрест 2-го і 1-го класу
- Почесний хрест ветерана війни з мечами (24 жовтня 1935)
- Медаль «За вислугу років у Вермахті»
  - 4-го, 3-го і 2-го класу (18 років; 2 жовтня 1936) — отримав 3 нагороди одночасно.
  - 1-го класу (25 років; 1 квітня 1939)
- Орден Заслуг (Угорщина), командорський хрест (20 серпня 1938)
- Застібка до Залізного хреста
  - 2-го класу (16 жовтня 1939)
  - 1-го класу (13 листопада 1939)
- Двічі відзначений у Вермахтберіхт
  - «Німецькі есмінці під командуванням командора Бонте, які забезпечували висадку та розміщення військ в Нарвіку, за підтримки підводних човнів і авіації, здобули перемогу протягом останніх кількох днів, ведучи важкі бої проти повторного вторгнення англійських військ.» (14 квітня 1940; посмертно)
  - «Командир есмінців, капітан і командор Бонте, був убитий в бою в героїчній боротьбі проти британських переважаючих сил при обороні Нарвіка. Близько двох третин екіпажу пошкоджених і вже не боєздатних есмінців, повністю витративши боєприпаси, були включені в оборону Нарвіка для посилення армії, розгорнутої в околицях.» (17 квітня 1940; посмертно)
- Лицарський хрест Залізного хреста (17 жовтня 1940; посмертно)
- Нагрудний знак есмінця (березень 1941, посмертно)
- Нарвікський щит в золоті (9 квітня 1941, посмертно)

## Образ в мистецтві
- Художник Оскар Граф намалював портрет Бонте із Лицарським хрестом на шиї.
- Бонте доступний як особливий історичний командир у відеогрі World of Warships.